# Historicisme (arkitektur)
 Der er for få eller ingen kildehenvisninger i denne artikel, hvilket er et problem. Du kan hjælpe ved at angive troværdige kilder til de påstande, som fremføres i artiklen.

 "Historicisme" omdirigeres hertil. For andre betydninger af Historicisme, se Historicisme (flertydig).
Historicismen eller Eklekticisme (= udplukket samlestil) er en fællesbetegnelse for en europæisk arkitekturstrømning, der efterlignede tidligere stilarter. I Europa blomstrede den anvendt i perioden ca. 1820-1900. I Danmark især i perioden 1850-1910 og i kirkearkitektur helt frem til omkring 1940.
På grund af de nye byggetekniske muligheder med støbejern og cement kunne stort set alt lade sig gøre. Historicismens bygninger er dog ikke tro kopier af de originale bygninger, men i stedet ofte forstørret og forgrovet i udtryksformerne. Samtlige klassiske stilarter blev blandet efter forgodtbefindende, en slags "katalog-arkitektur". De ældre stilarter tillagdes bestemte værdier, som skulle videregives til nybygningen ved at genbrug af stilens symboler. Nationalmuseets Klunkehjem er et eksempel på, at boligerne blev indrettet på samme måde.
I modsætning til funktionalismen, der tog afstand fra det overpyntede og gik mod enkelheden, var historicismen nærmest at betegne som stilforvirring, og det er den ofte blevet kaldt. Historicismen var udbredt i hele Europa. En parallel er postmodernismen fra 1980’erne.

## Historicismens stilarter
- Nyromansk stil
- Nygotik
- Nyrenæssance og Rosenborg-stil
- Nybarok
- Nyrokoko
- Nationalromantik (arkitektur)

## Bygninger i historicisme
- Det Kongelige Teater
- Ny Carlsberg Glyptotek
- Thorvaldsens Museum
- Kommunehospitalet
- Zoologisk Museum (det gamle i Krystalgade, i dag anvendt af universitetsadministrationen)
- Universitetsbiblioteket, i dag administration
- Væksthuset i Botanisk Have
- H.C. Andersen Slottet, det første Kunstindustrimuseum
- De fleste kirker i de københavnske brokvarterer fra Sankt Johannes Kirke (1861) til Grundtvigs Kirke (1940).

## Danske historicistiske arkitekter
- Ferdinand Meldahl
- Johan Daniel Herholdt
- Christian Hansen
- Theophilus Hansen
- Gustav Friederich Hetsch
- August Klein
- Vilhelm Klein
- Axel Berg
- Philip Smidth
- Vilhelm Dahlerup
- Ludvig A. Petersen